# 池田雄大
池田 雄大（いけだ ゆうだい、1984年9月17日 - ）は神奈川県川崎市出身の元サッカー選手。ポジションはフォワード。

## 来歴
専修大学体育会サッカー部在籍中にブラジル、ミラソウFCへ留学。
NIKEJOGA3の都内大会で優勝。横浜アリーナで開催されたJOGA3FINALに出場しチームを全国チャンピオンへと導いた。以後ナイキジャパンからプロダクト提供を受けた。
DVD「魅せ技決め技必殺技」（扶桑社）に出演。
大学卒業と同時に単身で南米ボリビアに渡り、名門オリエンテ・ペトロレロへ練習参加、その後、2部リーグにあたるクラブ・デストロイヤーズとの入団に合意したとEl Deberにて報道されたが、同2部のレアル・サンタクルスと契約。
2008年、2009年と2年連続でコパ・シモン・ボリバルに出場。
2010年に欧州ルーマニアリーグに移籍したが、チームが倒産し退団。
モンゴル・リーグでは、ブルゴカップ決勝前半でハットトリックを決め優勝に貢献。
2012年シーズン合計出場20試合22得点と活躍した。
エルチムの新スタジアムオープンを記念して行われた親善試合では、モンゴルリーグ外国人選抜の10番としてプレーした。

## 所属クラブ
ユース経歴
- 読売日本SC
- FC府中U15
- 東京ヴェルディ相模原ユース
- 麻生高校サッカー部
- 専修大学体育会サッカー部
  - 2004年・2005年  ミラソウFC 留学

プロ経歴
- 2008年  レアル・サンタクルス (en)
- 2009年  クラブ・インデペンディエンテ・ペトロレーロ (en)
- 2010年  デポルティーボ・アルヘンティーノス・ジュニオルス
- 2010年8月  CS プログレスル・コラビア
- 2011年  サン・ドニFC (fr)
- 2012年 - 2013年 ホルムホンFC
- 2014年  JPヴォルテス
- 2014年5月 -  GFA FC
- 2015年　 ホルムホン